# ناحیه کون‌سنت‌میکلوش
ناحیهٔ کون‌سِنت‌میکلوش (به مجاری: Kunszentmiklósi járás) یک ناحیه در مجارستان است که در باچ-کیش‌کون واقع شده‌است و ۷۶۹٫۸۱ کیلومتر مربع مساحت و ۲۹٬۹۹۸ نفر جمعیت دارد.